# Anglo-Welsh Cup 2010-11
La temporada 2010/11 de la Anglo-Welsh Cup, conocida este año como LV Cup por motivos publicitarios, fue la 40.ª edición del torneo de copa inglés de rugby. Fue el 6.º año con el actual formato, en el que participaron los 4 clubs profesionales galeses de la Magners League y los 12 clubs ingleses de la Aviva Premiership. 
Para que cada equipo dispute 2 partidos como local y 2 como visitante, además de enfrentarse a sus compañeros de grupo, se cruzarán con un equipo de otro grupo seleccionado por cercanía geográfica.
La competición se inició el 5 de noviembre, la fase de grupos acabó el 6 de febrero de 2011, las semifinales serán el 11 y 13 de marzo, y la final tuvo lugar el 20 de marzo del año 2011.
Los Northampton Saints son los defensores del título, conseguido la temporada pasada al derrotar en la final a Gloucester Rugby.

## Fase de grupos
| \| GRUPO 1 \|                                                                         |                   |        |         |           |         |          |               |               |
|                                                                                       | Equipo            | Puntos | Jugados | Victorias | Empates | Derrotas | Bonus ensayos | Bonus derrota |
| 1                                                                                     | Newcastle Falcons | 9      | 4       | 2         | 0       | 2        | 0             | 1             |
| 2                                                                                     | London Wasps      | 4      | 4       | 1         | 0       | 3        | 0             | 1             |
| 3                                                                                     | Cardiff Blues     | 2      | 4       | 0         | 1       | 3        | 0             | 0             |
| 4                                                                                     | Leicester Tigers  | 0      | 4       | 0         | 0       | 4        | 0             | 0             |
| London Wasps fue sancionado con un punto menos por alineación indebida de un jugador. |                   |        |         |           |         |          |               |               |
| GRUPO 1                                                                               |                   |        |         |           |         |          |               |               |

| \| GRUPO 2 \|                                                                     |                 |        |         |           |         |          |               |               |
|                                                                                   | Equipo          | Puntos | Jugados | Victorias | Empates | Derrotas | Bonus ensayos | Bonus derrota |
| 1                                                                                 | Newport Dragons | 12     | 4       | 3         | 0       | 1        | 0             | 0             |
| 2                                                                                 | Saracens        | 11     | 4       | 2         | 1       | 1        | 2             | 0             |
| 3                                                                                 | London Irish    | 5      | 4       | 1         | 0       | 3        | 1             | 0             |
| 4                                                                                 | Leeds Carnegie  | 2      | 4       | 4         | 0       | 4        | 1             | 1             |
| Saracens fue sancionado con un punto menos por alineación indebida de un jugador. |                 |        |         |           |         |          |               |               |
| GRUPO 2                                                                           |                 |        |         |           |         |          |               |               |

| \| GRUPO 3 \| |                    |        |         |           |         |          |               |               |  |  |  |  |  |  |
|               | Equipo             | Puntos | Jugados | Victorias | Empates | Derrotas | Bonus ensayos | Bonus derrota |  |  |  |  |  |  |
| 1             | Gloucester Rugby   | 16     | 4       | 3         | 0       | 1        | 3             | 1             |  |  |  |  |  |  |
| 2             | Northampton Saints | 11     | 4       | 2         | 1       | 1        | 1             | 0             |  |  |  |  |  |  |
| 3             | Llanelli Scarlets  | 9      | 4       | 2         | 0       | 2        | 1             | 0             |  |  |  |  |  |  |
| 4             | Sale Sharks        | 9      | 4       | 2         | 0       | 2        | 1             | 0             |  |  |  |  |  |  |
|               |                    |        |         |           |         |          |               |               |  |  |  |  |  |  |
| GRUPO 3       |                    |        |         |           |         |          |               |               |  |  |  |  |  |  |

| \| GRUPO 4 \| |               |        |         |           |         |          |               |               |  |  |  |  |  |  |
|               | Equipo        | Puntos | Jugados | Victorias | Empates | Derrotas | Bonus ensayos | Bonus derrota |  |  |  |  |  |  |
| 1             | Harlequins    | 17     | 4       | 4         | 0       | 0        | 1             | 0             |  |  |  |  |  |  |
| 2             | Ospreys Rugby | 14     | 4       | 3         | 0       | 1        | 1             | 1             |  |  |  |  |  |  |
| 3             | Bath Rugby    | 14     | 4       | 3         | 0       | 1        | 1             | 1             |  |  |  |  |  |  |
| 4             | Exeter Chiefs | 11     | 4       | 2         | 1       | 1        | 1             | 0             |  |  |  |  |  |  |
|               |               |        |         |           |         |          |               |               |  |  |  |  |  |  |
| GRUPO 4       |               |        |         |           |         |          |               |               |  |  |  |  |  |  |

## Playoffs
Los 4 equipos que terminaron la 1.ª fase como líderes de su grupo pasaron a las semifinales. Los 2 líderes que sumaron más puntos jugaron como locales, el 1.º contra el 4.º, y el 2.º contra el 3.º.
|  | Semifinales - (11 y 13 de marzo de 2011) | Semifinales - (11 y 13 de marzo de 2011) | Semifinales - (11 y 13 de marzo de 2011) |                   |                  | FINAL - (20 de marzo de 2011) | FINAL - (20 de marzo de 2011) | FINAL - (20 de marzo de 2011) |  |
|  |                                          |                                          |                                          |                   |                  |                               |                               |                               |  |
|  |                                          |                                          |                                          |                   |                  |                               |                               |                               |  |
|  | Harlequins                               | Harlequins                               | 20                                       |                   |                  |                               |                               |                               |  |
|  | Harlequins                               | Harlequins                               | 20                                       |                   |                  |                               |                               |                               |  |
|  | Newcastle Falcons                        | Newcastle Falcons                        | 21                                       |                   |                  |                               |                               |                               |  |
|  | Newcastle Falcons                        | Newcastle Falcons                        | 21                                       |                   | Gloucester Rugby | Gloucester Rugby              | 34                            |                               |  |
|  |                                          |                                          |                                          |                   | Gloucester Rugby | Gloucester Rugby              | 34                            |                               |  |
|  |                                          |                                          | Newcastle Falcons                        | Newcastle Falcons | 7                |                               |                               |                               |  |
|  | Gloucester Rugby                         | Gloucester Rugby                         | Newcastle Falcons                        | Newcastle Falcons | 7                | 45                            |                               |                               |  |
|  | Gloucester Rugby                         | Gloucester Rugby                         |                                          |                   |                  | 45                            |                               |                               |  |
|  | Newport Dragons                          | Newport Dragons                          | 17                                       |                   |                  |                               |                               |                               |  |
|  | Newport Dragons                          | Newport Dragons                          | 17                                       |                   |                  |                               |                               |                               |  |
|  |                                          |                                          |                                          |                   |                  |                               |                               |                               |  |

| Bandera de Inglaterra    |
| Campeón Gloucester Rugby |
| Quinto título            |

## Calendario
- 1.ª jornada: 5-7 de noviembre de 2010
- 2.ª jornada: 12-14 de noviembre de 2010
- 3.ª jornada: 28-30 de enero de 2011
- 4.ª jornada: 4-6 de febrero de 2011

- Semifinales: 11 y 13 de marzo de 2011
- Final: 20 de marzo de 2011